# Małgorzata II z Hainaut
Małgorzata II (ur. 1311, zm. 23 czerwca 1356 w Le Quesnoy) – królowa Niemiec, hrabina Hainaut, Holandii, Zelandii, cesarzowa, córka hrabiego Hainaut i Holandii Wilhelma I Dobrego i Joanny, córki księcia Karola de Valois, siostra królowej Anglii Filipy.

## Życiorys
26 lutego 1324 w Kolonii poślubiła króla Niemiec Ludwika IV Bawarskiego (1 kwietnia 1282 – 11 października 1347), syna księcia Górnej Bawarii Ludwika II Mocnego i Matyldy, córki króla Niemiec Rudolfa I Habsburga. Dzięki temu małżeństwu Małgorzata została królową Niemiec. W styczniu 1328 r. razem z mężem otrzymała koronę cesarską w Rzymie. Ludwik i Małgorzata mieli razem pięciu synów i pięć córek:
- Małgorzatę (1325–1374), żonę Stefana, księcia Slawonii, i Gerlacha von Hohenlohe
- Annę (ok. 1326 – 3 czerwca 1361 w Les Fontenelles), żonę księcia Dolnej Bawarii Jana I
- Ludwika VI (7 maja 1328 – 17 maja 1365), księcia Bawarii i margrabiego brandenburskiego
- Elżbietę (1329 – 2 sierpnia 1402 w Stuttgarcie), żonę Cangrande II della Scalla, pana Werony, i hrabiego Ulryka Württemberskiego
- Wilhelma I (12 maja 1330 – 15 kwietnia 1389), księcia Bawarii-Straubing, hrabiego Hainaut, Holandii i Zelandii
- Agnieszkę (1335 w Monachium – 11 listopada 1352), zakonnicę
- Albrecht I (25 lipca 1336 – 13 grudnia 1404), księcia Bawarii-Straubing, hrabiego Hainaut, Holandii i Zelandii
- Ottona V (1345 – 15 listopada 1379), księcia Górnej Bawarii, margrabiego brandenburskiego
- Beatrycze (1344 – 25 grudnia 1359), żonę króla Szwecji Eryka XII
- Ludwika (październik 1347–1348)

W 1345 r. jej starszy brat Wilhelm zginął w bitwie pod Warns. Cesarz Ludwik przekazał prawa do Holandii, Hainaut, Zelandii i Fryzji swojej żonie, a później także swojemu synowi Wilhelmowi. Prawa sióstr Małgorzaty, m.in. angielskiej królowej Filipy, zostały zignorowane. W 1346 r. Małgorzata przybyła do Holandii, by umocnić swoją władzę. Jej mąż w tym czasie walczył z pretendentem do korony Karolem Luksemburskim, który koronował się na króla w Akwizgranie.
Ludwik IV zmarł 11 października 1347 r. Jedynym królem został Karol Luksemburski. Bawarię odziedziczyło sześciu synów Ludwika. W 1349 r. podzielili oni państwo w następujący sposób: Ludwik V otrzymał Brandenburgię i Tyrol, Ludwik VI i Otto V otrzymali Górną Bawarię. Stefan II, Wilhelm I i Albrecht I otrzymali Dolną Bawarię, Holandię i Hainaut. Ludwik V i Stefan II nie byli synami Małgorzaty, a Otto V i Albrecht I byli nieletni. Ludwik VI zrezygnował ze swoich praw do Holandii i Hainaut na rzecz Wilhelma i Albrechta w 1349 r., kiedy po małżeństwie z Kunegundą, córką Kazimierza III Wielkiego, pojawiła się perspektywa korony polskiej.
W takiej sytuacji również Małgorzata zrezygnowała z władzy i przekazała niderlandzkie hrabstwa Wilhelmowi. Jego rządy nie cieszyły się jednak poparciem możnowładztwa, które w 1350 r. poprosiło Małgorzatę o powrót do Holandii. Wówczas stronnicy Wilhelma zawiązali 23 maja Ligę Dorsza, a stronnicy cesarzowej-wdowy odpowiedzieli na to Ligą Haka. Rozpoczęła się kilkuletnia wojna między matką a synem o władzę na Hainaut i Holandią, znana jako "wojna haka i dorsza" (Hoekse en Kabeljauwse twisten).
Pomoc dla Małgorzaty nadeszła ze strony jej szwagra, króla Anglii Edwarda III. W 1351 r. przysłane przezeń posiłki wygrały bitwę morską pod Veere. Wkrótce jednak Wilhelm pokonał stronników matki pod Vlaardingen. Klęska to oznaczała upadek sprawy Małgorzaty. Edward III rychło zmienił strony i poparł Wilhelma. Wojna przeciągnęła się do 1354 r., kiedy to zawarto pokój. Małgorzata pozostawała hrabiną Hainaut, Wilhelm otrzymywał Holandię i Zelandię. Małgorzata zmarła dwa lata później i Wilhelm ponownie zjednoczył niderlandzkie posiadłości Wittelsbachów.